# جون م بيرين
جون م بيرين (بالإنجليزية: John Macpherson Berrien)‏ (و. 1781 – 1856 م) هو سياسي، ومحام من الولايات المتحدة الأمريكية .
تولى منصب عضو مجلس الشيوخ الأمريكي (1841-03-04–1852-05-28)، ونائب عام الولايات المتحدة .وهو عضو في حزب اليمين، والحزب الديمقراطي الأمريكي .

## التعليم
تعلم في جامعة برنستون.